# Milagàulids
Els milagàulids (Mylagaulidae) són una família extinta de mamífers rosegadors del subordre dels esciüromorfs que visqueren a Nord-amèrica des de l'Oligocè inferior fins al Miocè superior, fa entre 9,4 i 29,5 milions d'anys. Se n'han trobat restes fòssils al Canadà, els Estats Units i la Xina. Estaven dotats de banyes que presumiblement els servien per defensar-se dels depredadors. Excavaven caus amb forma d'espiral, alguns dels quals han perdurat fins a l'actualitat i han rebut el nom col·loquial de «tirabuixons del diable».